# Ronstan
Ronstan International Pty Ltd. ist ein australisches Unternehmen, das Zubehör für den Yacht- und Segelsport produziert.
Der Hauptsitz des Unternehmens ist in Sandringham, Australien.
Ronstan wurde 1953 von Ron Allatt und Stan Lenepveu unter dem Namen Ronstan Marine Equipment Pty Ltd gegründet und stellte Zubehörprodukte für Segelschiffe her. Das Unternehmen hob sich zunächst vor allem durch den Einsatz neuartiger Materialien in seinen Produkten von den Mitbewerbern ab; so wurden rostfreier Stahl und Kunststoffe statt der traditionellen Materialien Bronze und Messing verwendet. In den 1960er-Jahren begann das Unternehmen seine Produkte auf dem internationalen Markt, insbesondere in die Vereinigten Staaten, anzubieten. 1977 verkauften die Gründer die Firma an die Australian Reinforced Concrete Engineering Company, wobei Lenepveu weiterhin die Geschäftsleitung versah. Es folgten mehrere Übernahmen, zuletzt 1995 durch die britische Chemring PLC. Seit 1997 wird das Unternehmen von Alistair Murray geführt. In diesem Jahr erreichte das Unternehmen einen den bis dahin höchsten Umsatz von 20 Mio. Australischen Dollar. 2001 übernahm Ronstan den angesehenen Rennjachtausrüstungshersteller Frederiksen. 2003 erhielt das Unternehmen die Auszeichnung als australischer Exporteur des Jahres auf dem Marinesektor. Ronstan zählt weltweit zu den bekanntesten Herstellern von Bootsbeschlägen und stehendem Gut.
Zusätzlich ist Ronstan auf dem Bausektor, im Stahl- und Glasbau tätig. Für den Segelsport entwickelten Elemente wie Wanten, Spannelemente und Schäkel werden im Bauwesen für Stahlseilkonstruktionen eingesetzt.